# Helianthemum lunulatum
Helianthemum lunulatum är en solvändeväxtart som först beskrevs av Carlo Allioni, och fick sitt nu gällande namn av Dc.. Helianthemum lunulatum ingår i släktet solvändor, och familjen solvändeväxter. Inga underarter finns listade i Catalogue of Life.

## Bildgalleri

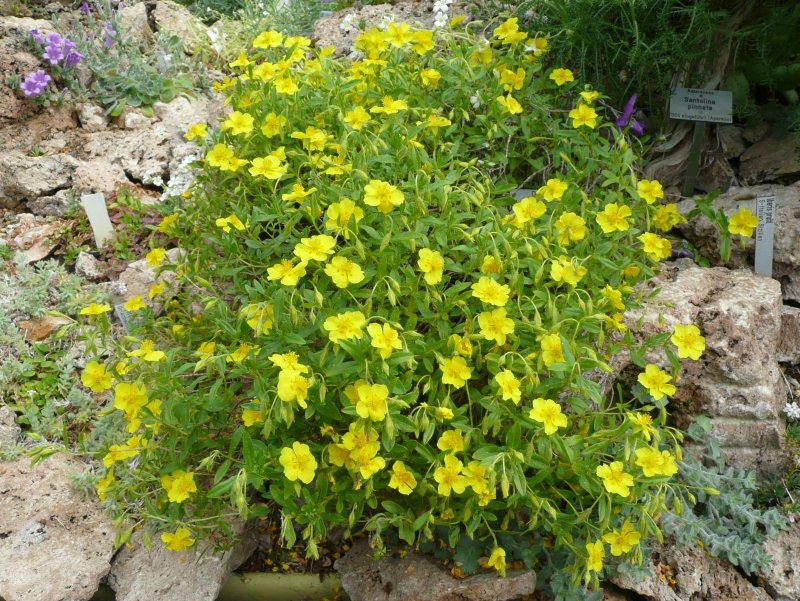
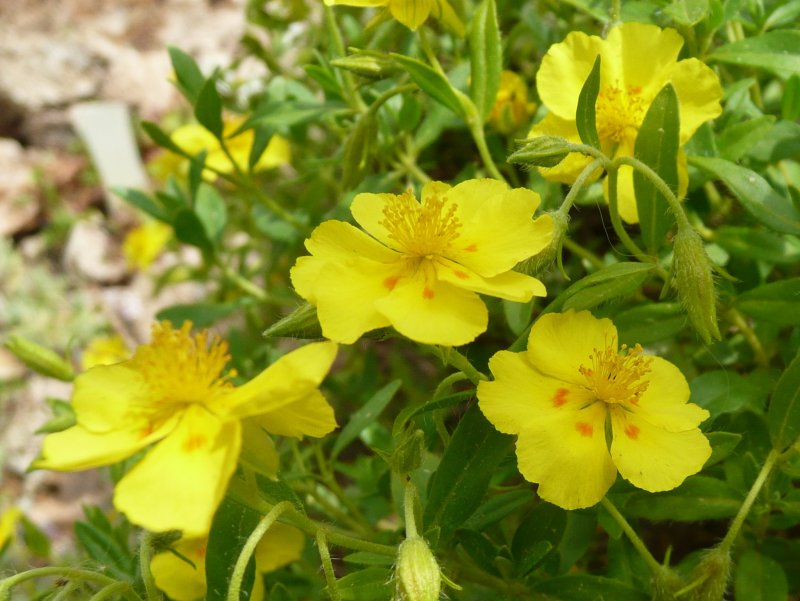
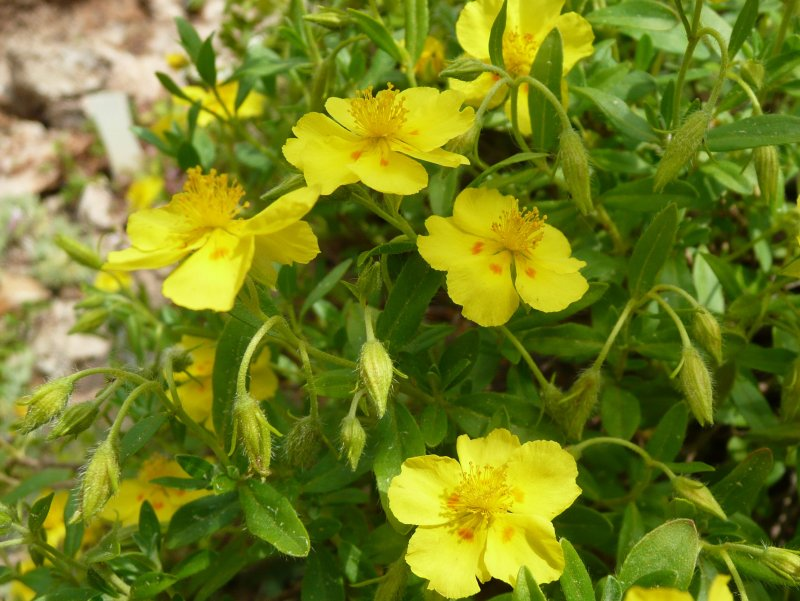